# 구니가미어

구니가미어

구니가미어(Kunigami, 일본어: 国頭語) 또는 북오키나와어는 좁게는 오키나와 제도 북부 지역(구니가미)의 류큐어파 언어를 가리키며, 넓게는 구니가미를 비롯하여 요론 섬, 오키노에라부 섬에서 사용되는 방언까지 통틀어 가리킨다.

## 음운
오키나와어와 같이 i, u, e, o, a의 5모음 체계이다. 본토 일본어의 o가 u에, e가 i에 대응된다. 오키노에라부 섬 북단 지역 이들 외에 ɪ를 가진다. 이 ɪ는 일본어의 에단(エ段)에 대응하는데, 아마미오시마 방언이나 도쿠노시마 방언에 보이는 중설모음 ï의 잔존형으로 보인다. 다른 지역에서도 과거에는 비슷한 중설 모음이 있었다가 나중에 i에 통합되었다고 추정된다.
본토 일본어의 어두의 "카・케・코"의 자음 k가 h로 변화한 것이 공통적 특징이다. 또 요론 방언과 오키노에라부 방언(및 아마미어)에서는 어중의 k도 h가 되어 있다. 또한 오키노에라부어 중에서도 북부 방언은 카행(カ行) 이단(イ段)의 구개화가 일어나 일본어의 키(キ)가 [tʃi]에, 기(ギ)가 [dʒi]에 대응되지만, 남부 방언은 구개화가 일어나지 않았다.
하행(ハ行)의 자음은 오키나와 북부의 나고 일대나 요론 섬 등지에서는 p에, 오키노에라부 섬에서는 h나 ɸ에 대응된다.
오키나와 북부의 많은 지역(나고 등)에서는, p, t, k, c의 각 자음에서 무기후두화음이 발전하여 유기음과 대립하고 있다. 일본어와 대응시켜 볼 때, 이단·우단에 대응하는 박이 후두화하여 아단·에단·오단과의 구별을 남기고 있는 경우나, 이단·우단의 박이 생략되어 직후의 자음이 후두화되는 경우가 있다. 오키노에라부 섬에서는 후두화음은 약해지고, 요론 섬에서는 음운 대립은 없어져 있다.